# Japołoć
Japołoć (ukr. Яполоть) – wieś na Ukrainie, w obwodzie rówieńskim, w rejonie rówieńskim, w hromadzie Kostopol. W 2024 liczyła 830 mieszkańców, spośród których 830 wskazało jako ojczysty język ukraiński.
W okresie międzywojennym wieś znajdowała się w granicach II RP, wchodząc w skład gminy Stydyń w powiecie kostopolskim, w województwie wołyńskim.